# Central Division (NBA)
Central Division este una dintre cele trei divizii din Conferința de Est a National Basketball Association (NBA). Divizia este formată din cinci echipe: Chicago Bulls, Cleveland Cavaliers, Detroit Pistons, Indiana Pacers și Milwaukee Bucks. Toate echipele, cu excepția celei din Cleveland, sunt foste echipe din Midwest Division întrucât această divizie seamănă cu cea din Midwest Division din anii 1970.
Divizia a fost creată la începutul sezonului 1970-1971, când liga s-a extins de la 14 la 17 echipe odată cu adăugarea echipelor Buffalo Braves, Cleveland Cavaliers și Portland Trail Blazers. Liga s-a reorganizat în două conferințe, Conferința de Vest și Conferința de Est, cu două divizii în fiecare conferință. Central Division a început cu patru echipe, Atlanta Hawks, Baltimore Bullets, Cincinnati Royals și Cleveland Cavaliers. Hawks a venit din Western Division, în timp ce Bullets și Royals s-au alăturat din Eastern Division.
Detroit Pistons au câștigat nouă titluri, cele mai multe, în Central Division. Chicago Bulls au câștigat opt titluri. De unsprezece ori campioana NBA a provenit Central Division. Chicago Bulls a câștigat șase titluri, Detroit Pistons a câștigat trei campionate, iar Bullets și Cleveland Cavaliers au câștigat câte un campionat. Toate, cu excepția echipei Bullets în 1977–78 și Pistons în 2003–04, au fost campioane ale diviziei. În sezonul 2005-2006, toate cele cinci echipe ale diviziei s-au calificat în playoff. Cea mai recentă campioană a diviziei este Milwaukee Bucks. Central Division are cele mai multe echipe care au câștigat un campionat, patru din cinci echipe, Indiana Pacers fiind singura franciză care nu a câștigat niciodată.
Divizia centrală a existat timp de un sezon în 1949–50 ca una dintre cele trei divizii NBA, împreună cu Western Division și Eastern Division. Pe de altă parte, actuala Central Division, care s-a format în 1970, este una dintre cele trei divizii din Conferința de Est, succesorul Eastern Division.

## Echipe
| Echipă              | Oraș                  | An           | Din              |
| Echipă              | Oraș                  | S-a alăturat | S-a alăturat     |
| ------------------- | --------------------- | ------------ | ---------------- |
| Chicago Bulls       | Chicago, Illinois     | 1980-1981    | Midwest Division |
| Cleveland Cavaliers | Cleveland, Ohio       | 1970-1971    | —†               |
| Detroit Pistons     | Detroit, Michigan     | 1978-1979    | Midwest Division |
| Indiana Pacers      | Indianapolis, Indiana | 1979-1980    | Midwest Division |
| Milwaukee Bucks     | Milwaukee, Wisconsin  | 1980-1981    | Midwest Division |

Notes
- † semnifică o echipă apărută ca urmarea a extinderii ligii.

### Foste echipe
| Echipă | Oraș                                   | An           | Din                | An        | În                                            | Divizia curentă    |
| Echipă | Oraș                                   | S-a alăturat | S-a alăturat       | A plecat  | A plecat                                      | Divizia curentă    |
| --- | -------------------------------------- | ------------ | ------------------ | --------- | --------------------------------------------- | ------------------ |
| Atlanta Hawks | Atlanta, Georgia                       | 1970-1971    | Conferința de Vest | 2002-2003 | Southeast Division                            | Southeast Division |
| Charlotte Hornets (1988 – 2001; 2004 – prezent)                                                                  | Charlotte, North Carolina              | 1990-1991    | Midwest Division   | 2000-2001 | Southeast Division                            | Southeast Division |
| Cincinnati Royals (1957 – 1971, acum Sacramento Kings)                                                           | Cincinnati, Ohio                       | 1970-1971    | Eastern Division   | 1970-1971 | Midwest Division (as Kansas City–Omaha Kings) | Pacific Division   |
| Houston Rockets                                                                                                  | Houston, Texas                         | 1972-1973    | Conferința de Vest | 1978-1979 | Midwest Division                              | Southwest Division |
| New Orleans Hornets (2002 – prezent, acum New Orleans Pelicans)                                                  | New Orleans, Louisiana                 | 2002-2003    | —†                 | 2002-2003 | Southwest Division                            | Southwest Division |
| New Orleans Jazz (1974 – 1978, acum Utah Jazz)                                                                   | New Orleans, Louisiana                 | 1974-1975    | —†                 | 1977-1978 | Midwest Division (ca Utah Jazz)               | Northwest Division |
| Orlando Magic | Orlando, Florida                       | 1989-1990    | —†                 | 1989-1990 | Midwest Division                              | Southeast Division |
| San Antonio Spurs                                                                                                | San Antonio, Texas                     | 1976-1977    | ABA                | 1978-1979 | Midwest Division                              | Southwest Division |
| Toronto Raptors                                                                                                  | Toronto, Ontario                       | 1995-1996    | —†                 | 2002-2003 | Atlantic Division                             | Atlantic Division  |
| Washington Bullets (1974 – 1996, acum Washington Wizards) Capital Bullets (1973) Baltimore Bullets (1963 – 1972) | Landover, Maryland Baltimore, Maryland | 1970-1971    | Eastern Division   | 1976-1977 | Atlantic Division                             | Southeast Division |

Notes
- † semnifică o echipă adăugată ca urmare a extinderii .
- semnifică o echipă care a apărut ca urmare a fuziunii cu  American Basketball Association (ABA).
- Franciza Charlotte din NBA a fost inactivă din 2002 până 2004 ca urmarea a mutării sale la New Orleans. O nouă franciză, inițial cunoscută drept Bobcats, a început să joace în sezonul 2004–2005. În 2013, New Orleans Hornets a fost redenumită Pelicans, iar în sezonul următor, Bobcats a fost redenumită Hornets, achiziționând istoria și palmaresul din perioada echipei Hornets din 1988–2002 desemnând retroactiv echipa Pelicans drept echipă apărută ca urmare a expansiunii.

## Campioanele diviziei
| ^ | A avut sau a egalat cel mai bun palmares în sezonul regulat pentru acel sezon |

| Sezon        | Echipă               | Palmares       | Rezultat play-off                     |
| ------------ | -------------------- | -------------- | ------------------------------------- |
| 1970-1971    | Baltimore Bullets    | 42–40 (51,2%)  | Învinsă în Finala NBA                 |
| 1971-1972    | Baltimore Bullets    | 38–44 (46,3%)  | Învinsă în Semifinalele pe conferințe |
| 1972-1973    | Baltimore Bullets    | 52–30 (63,4%)  | Învinsă în Semifinalele pe conferințe |
| 1973-1974    | Capital Bullets      | 47–35 (57,3%)  | Învinsă în Semifinalele pe conferințe |
| 1974-1975    | Washington Bullets^  | 60–22 (73,2%)  | Învinsă în Finala NBA                 |
| 1975-1976    | Cleveland Cavaliers  | 49–33 (59,8%)  | Învinsă în Finala pe conferință       |
| 1976-1977    | Houston Rockets      | 49–33 (59,8%)  | Învinsă în Finala pe conferință       |
| 1977-1978    | San Antonio Spurs    | 52–30 (63,4%)  | Învinsă în Semifinalele pe conferințe |
| 1978-1979    | San Antonio Spurs    | 48–34 (58,5%)  | Învinsă în Finala pe conferință       |
| 1979-1980    | Atlanta Hawks        | 50–32 (61,0%)  | Învinsă în Semifinalele pe conferințe |
| 1980-1981    | Milwaukee Bucks      | 60–22 (73,2%)  | Învinsă în Semifinalele pe conferințe |
| 1981-1982    | Milwaukee Bucks      | 55–27 (67,1%)  | Învinsă în Semifinalele pe conferințe |
| 1982-1983    | Milwaukee Bucks      | 51–31 (62,2%)  | Învinsă în Finala pe conferință       |
| 1983-1984    | Milwaukee Bucks      | 50–32 (61,0%)  | Învinsă în Finala pe conferință       |
| 1984-1985    | Milwaukee Bucks      | 59–23 (72,0%)  | Învinsă în Semifinalele pe conferințe |
| 1985-1986    | Milwaukee Bucks      | 57–25 (69,5%)  | Învinsă în Finala pe conferință       |
| 1986-1987    | Atlanta Hawks        | 57–25 (69,5%)  | Învinsă în Semifinalele pe conferințe |
| 1987-1988    | Detroit Pistons      | 54–28 (65,9%)  | Învinsă în Finala NBA                 |
| 1988-1989    | Detroit Pistons^     | 63–19 (76,8%)  | A câștigat Finala NBA                 |
| 1989-1990    | Detroit Pistons      | 59–23 (72,0%)  | A câștigat Finala NBA                 |
| 1990-1991    | Chicago Bulls        | 61–21 (74,4%)  | A câștigat Finala NBA                 |
| 1991-1992    | Chicago Bulls^       | 67–15 (81,7%)  | A câștigat Finala NBA                 |
| 1992-1993    | Chicago Bulls        | 57–25 (69,5%)  | A câștigat Finala NBA                 |
| 1993-1994    | Atlanta Hawks        | 57–25 (69,5%)  | Învinsă în Semifinalele pe conferințe |
| 1994-1995    | Indiana Pacers       | 52–30 (63,4%)  | Învinsă în Finala pe conferință       |
| 1995-1996    | Chicago Bulls^       | 72–10 (87,8%)  | A câștigat Finala NBA                 |
| 1996-1997    | Chicago Bulls^       | 69–13 (84,1%)  | A câștigat Finala NBA                 |
| 1997-1998    | Chicago Bulls^       | 62–20 (75,6%)  | A câștigat Finala NBA                 |
| 1998-1999[a] | Indiana Pacers       | 33–17 (66,0%)  | Învinsă în Finala pe conferință       |
| 1999-2000    | Indiana Pacers       | 56–26 (68,3%)  | Învinsă în Finala NBA                 |
| 2000-2001    | Milwaukee Bucks      | 52–30 (63,4%)  | Învinsă în Finala pe conferință       |
| 2001-2002    | Detroit Pistons      | 50–32 (61,0%)  | Învinsă în Semifinalele pe conferințe |
| 2002-2003    | Detroit Pistons      | 50–32 (61,0%)  | Învinsă în Finala pe conferință       |
| 2003-2004    | Indiana Pacers^      | 61–21 (74,4%)  | Învinsă în Finala pe conferință       |
| 2004-2005    | Detroit Pistons      | 54–28 (65,9%)  | Învinsă în Finala NBA                 |
| 2005-2006    | Detroit Pistons^     | 64–18 (78,0%)  | Învinsă în Finala pe conferință       |
| 2006-2007    | Detroit Pistons      | 53–29 (64,6%)  | Învinsă în Finala pe conferință       |
| 2007-2008    | Detroit Pistons      | 59–23 (72,0%)  | Învinsă în Finala pe conferință       |
| 2008-2009    | Cleveland Cavaliers^ | 66–16 (80,5%)  | Învinsă în Finala pe conferință       |
| 2009-2010    | Cleveland Cavaliers^ | 61–21 (74,4%)  | Învinsă în Semifinalele pe conferințe |
| 2010-2011    | Chicago Bulls^       | 62–20 (75,6%)  | Învinsă în Finala pe conferință       |
| 2011-2012[b] | Chicago Bulls^       | 50–16 (75,8%)  | Învinsă în Sferturile pe conferințe   |
| 2012-2013    | Indiana Pacers       | 49–32 (60,5%)† | Învinsă în Finala pe conferință       |
| 2013-2014    | Indiana Pacers       | 56–26 (68,3%)  | Învinsă în Finala pe conferință       |
| 2014-2015    | Cleveland Cavaliers  | 53–29 (64,6%)  | Învinsă în Finala NBA                 |
| 2015-2016    | Cleveland Cavaliers  | 57–25 (69,5%)  | A câștigat Finala NBA                 |
| 2016-2017    | Cleveland Cavaliers  | 51–31 (62,2%)  | Învinsă în Finala NBA                 |
| 2017-2018    | Cleveland Cavaliers  | 50–32 (61,0%)  | Învinsă în Finala NBA                 |
| 2018-2019    | Milwaukee Bucks^     | 60–22 (73,2%)  | Învinsă în Finala pe conferință       |
| 2019-2020    | Milwaukee Bucks      | 56–17 (76,7%)  | Învinsă în Semifinalele pe conferință |